# Haring Haringsma

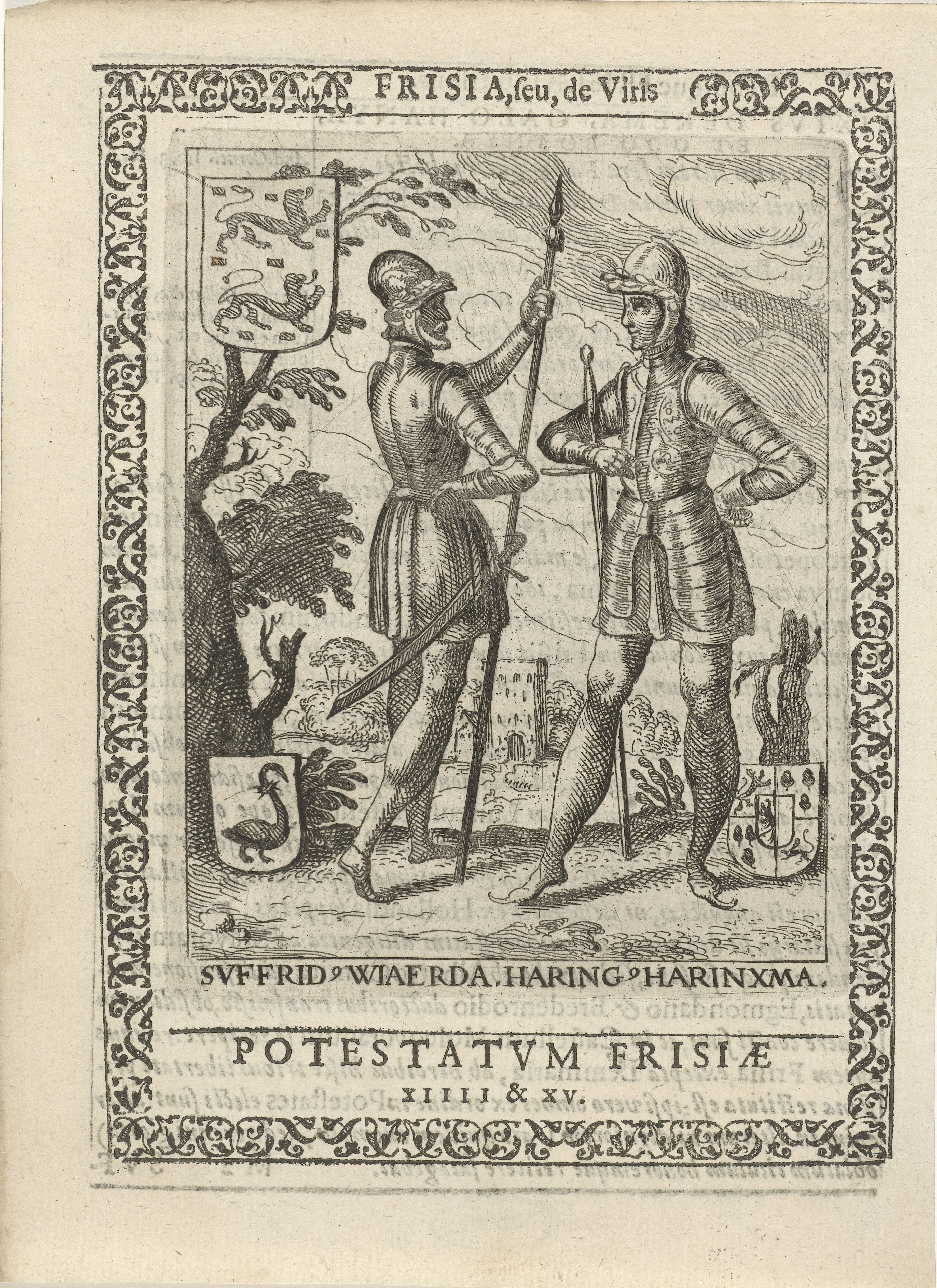
Sjoerd Wiarda en Haring Haringsma door Pieter Feddes van Harlingen.

Haring Harinxma thoe Slooten (1323, Oosterend - 1404, Heeg) was volgens Andreas Cornelius de zestiende potestaat van Friesland. (gekozen ongeveer 1400 - 1401) 

## Leven
De geschiedschrijver Petrus Thaborita noemt "Haghe Haringsma" een hoveling. Haring Haringsma uit Heeg (1323 - 1404) was gehuwd met ene Jelck. Hij was Heerschap te Heeg vanaf 1381 en werd later potestaat van Westergo. In 1398 was hij gevolmachtigde van Wagenbrugge (Zuidwesthoek van Friesland) tegenover de graaf van Holland, Albrecht van Beieren. In 1400 werd hij tot potestaat gekozen, maar alleen voor Westergo, met Sjoerd Wiarda voor Oostergo. Een jaar later speelde hij een rol bij vrede van Bolsward tussen Holland en Friesland.

## Stamvader
Haring was de stamvader van de Harinxma's, zijn zonen heetten Agga, Syrick, Epa, Hotthya en Douwa. Hij had één dochter, Ymcke. 
Volgens het Friese Adelsboek van Wiersma is het Haring Harinxma thoe Slooten en niet thoe Heeg. 
Zijn 3 zonen vormen de andere takken van de familie.
I.4. Sierck van Harinxma-Donia. Zie voor het nageslacht bij de familie van Donia.
I.5. Epe van Harinxma. zie Harinxma thoe IJlst
I.6. Douwe van Harinxma. zie Harinxma thoe Heeg